# Мілан—Санремо
Мілан-Сан Ремо (італ. Milano-Sanremo) — щорічні весняні класичні одноденні велоперегони, що проходить між італійськими містами Мілан і Санремо. Є найдовшими сучасними професійними одноденними велоперегонами, довжина маршруту складає майже 300 кілометрів. Вперше гонка проведена в 1907 році, її переможцем став французький велогонщик Люсьєн Петі-Бретон. Мілан — Санремо відкриває сезон весняних класик і входить до складу п'яти так званих монументів велоспорту — найвідоміших, найпрестижніших і найшанованіших класичних перегонів у велосипедному календарі. Мілан — Сан-Ремо часто називають «Прімавера» (від італ. «La classica di Primavera» — весняна класика) і спринтерська класика (в той час як Джиро ді Ломбардія, що проводиться восени, вважається гірською класикою).

## Історія
Ініціатором першої гонки було «Спортивне товариство Сан-Ремо», яке звернулося з проханням про організацію велогонки до журналіста «La Gazzetta dello Sport» Еуженіо Костаманье. Гонка повинна була стартувати з Мілана, і, проходячи по дорогах Ломбардії, П'ємонту і Лігурії, фінішувати в курортному Сан-Ремо. Перша половина дистанції вінчалася підйомом Пассо дель Туркино, після спуску з якого гонщики їхали до фінішу по березі Генуезької затоки. Костаманье вдалося зібрати для дебютної гонки 62 гонщика, включаючи лідерів велоспорту тих років. Однак на старт 288-кілометрової гонки в 4 ранку 14 квітня 1907 року вийшли лише 33 людини, чому сприяла холодна вітряна погода. У Туркино атакував Джованні Джербі, до якого змогли перекласти Густаво Гаррігу і партнер Джербі по команді «Bianchi» Люсьєн Петі-Бретон. Незадовго до фінішу Петі-Бретон атакував, а Джербі завадив Гаррігу сісти йому на колесо. Петі-Бретон виграв, його товариш по команді приїхав другим, але поступився своїм місцем подала протест Гаррігу. Переможець подолав дистанцію за 11 з позбавимо годин і отримав від організаторів 300 лір золотом.
Гонка стала щорічною, в 1910 році погода зробила її найскладнішою за весь час: в сильну заметіль до фінішу дісталися лише семеро, трьох з яких дискваліфікували. Виграв гонку Ежен Крістоф, продирався крізь негоду і в підсумку впав на узбіччі. На щастя, поруч виявився готель, куди його відвів перехожий. Відігрівшись, Крістоф проїхав чотирьох замерзлих гонщиків і один фінішував на пустельних вулицях Сан-Ремо. Другий фінішер був дискваліфікований за подолання частини дистанції на поїзді, законний другий призер поступився Крістофу більше години. У 1914—1950 роках італійські гонщики не дозволяли іноземцям вигравати гонку, яка не відбулася лише тричі: в 1916, 1944 і 1945 роках. У 1915 році Костанта Джірарденго вперше виграв гонку, але був дискваліфікований за «зріз» дистанції. Однак у 1918 році він здобув перемогу, першу законну зі своїх шести. Перемога Фаусто Коппи в 1946, після дворічної перерви, була названа сучасниками торжеством світу перед війною.
У 1954 році відбулася перша телевізійна трансляція Мілан — Сан-Ремо, перемогу на якій здобув бельгієць Рік ван Стинберген, після чого господарі гонки ще 15 років не бачили перемог співвітчизників. Незабаром гонка стала втрачати в видовищності, так як перемога тепер розігрувалася в фінішних спринтах. У 1960 році організатори додали за 9 кілометрів до фінішу невеликий підйом Поджио ді Сан-Ремо, а через 22 роки ще один, Чіпрезза, за 20 кілометрів до кінця. Кінець 1960-х — 1970-ті стали часом Едді Меркса, Канібал здобув тут рекордні 7 перемог. У 1983 році перемогу здобув Джузеппе Саронно, якому в той же рік скорилися дві інші престижні італійські велогонки — Джиро д'Італія і Джиро ді Ломбардія. Рубіж століть став епохою Еріка Цабеля, виігрившего 4 гонки. У 2004 році він з піднятими руками святкував на фініші п'яту перемогу, але Оскар Фрейре «викинув» велосипед і випередив німця на кілька сантиметрів . У 2008 році організатори вирішили підвищити шанси неспрінтеров і на півдорозі між Туркино і Чіпреззой влаштували новий підйом, Альтопьяно Делла Мані; тоді ж фініш був перенесений на набережну Сан-Ремо. В даний час ця гонка є найдовшою в календарі UCI World Ranking, в 2008 році вона вийшла з протур разом з Гранд Туром, виделевшегося в історичну категорію гонок .

## Маршрут
За більш, ніж столітню історію маршрут Мілан — Сан-Ремо змінювався незначною мірою, останні три гонки не змінювався зовсім. Гонщики долають перші 120 з 298 кілометрів по рівнині через Павії, Вогера, Тортон, Нові-Лігуре. Потім починається досить пологий підйом Пассо дель Туркіно з градієнтом в 3-5 %, підвищується тільки на останніх трьох кілометрах. З 155 кілометри починається Рив'єра, ще через 50 кілометрів — підйом Альтопьяно Делла Мані, який може позбавити гонку спринтерської розв'язки. Потім кілька десятків кілометрів рівнини, після чого починаються височини. Далі серйозний підйом Чіпрезза, де також намагається виїхати відрив. Незабаром після спуску з нього починається Поджіо, вершина якого знаходиться за 5,7 кілометра до фінішу. Тут в атаку йдуть всі у кого залишилися сили після марафону, крім спринтерів і їх розганяють. Останні 3 кілометри представляють собою гладку міську дорогу.

## Переможці
- 1907  Люсьєн Петі-Бретон
- 1908  Сиріл ван Хауверт
- 1909  Луїджі Ганна
- 1910  Ежен Крістоф
- 1909  Луїджі Ганна
- 1911  Густаво Гаррігу
- 1912  Анрі Пеліссьє
- 1913  Оділь Дефре
- 1914  Уго Агостини
- 1915  Еціо Корлаіта
- 1916 не проводилась
- 1917  Гаетано Беллоні
- 1918  Костанта Джірарденго
- 1919  Анджело гримить
- 1920  Гаетано Беллоні (2)
- 1921  Костанта Джірарденго (2)
- 1922  Джованні Брунер
- 1923  Костанта Джірарденго (3)
- 1924  П'єтро Лінар
- 1925  Костанта Джірарденго (4)
- 1926  Костанта Джірарденго (5)
- 1927  П'єтро Кьосі
- 1928  Костанта Джірарденго (6)
- 1929  Альфредо Бінде
- 1930  Мікеле Мара
- 1931  Альфредо Бінде (2)
- 1932  Альфредо Бовет
- 1933  Лірко Гуерра
- 1934  Жозеф Демюйсер
- 1935  Джузеппе Олмо
- 1936  Анджело Варетт
- 1937  Чезаре дель Канча
- 1938  Джузеппе Олмо (2)
- 1939  Джино Барталі
- 1940  Джино Барталі (2)
- 1941  Пьеріно Фаваллі
- 1942  Адольфо Леоні

- 1943  Чіно Чінеллі
- 1944—1945 не проводилась
- 1946  Фаусто Коппі
- 1947  Джино Барталі (3)
- 1948  Фаусто Коппі (2)
- 1949  Фаусто Коппі (3)
- 1950  Джино Барталі (4)
- 1951  Луісон Боба
- 1952  Лоретто Петруччі
- 1953  Лоретто Петруччі (2)
- 1954  Рік ван Стинберген
- 1955  Жермен Дерікке
- 1956  Фред де Брейне
- 1957  Мігель Побла
- 1958  Рік Ван Лоой
- 1959  Мігель Побла (2)
- 1960  Рене Прива
- 1961  Раймонд Полидор
- 1962  Еміль Дамс
- 1963  Жозеф Гроссард
- 1964  Том Сімпсон
- 1965  Арі ден Хартог
- 1966  Едді Меркс
- 1967  Едді Меркс (2)
- 1968  Руді Альтіг
- 1969  Едді Меркс (3)
- 1970  Мікеле Данчеллі
- 1971  Едді Меркс (4)
- 1972  Едді Меркс (5)
- 1973  Роже де Влемінк
- 1974  Феліс Джімонді
- 1975  Едді Меркс (6)
- 1976  Едді Меркс (7)
- 1977  Ян Раас
- 1978  Роже де Влемінк (2)
- 1979  Роже де Влемінк (3)
- 1980  Пьеріно Гавацці
- 1981  Фонс Де Вольф
- 1982  Марк Гомес
- 1983  Джузеппе Саронно
- 1984  Франческо Мосер
- 1985 Хенні Кейпер
- 1986  Шон Келлі
- 1987  Еріх Мехлер
- 1988  Лоран Фіньон
- 1989  Лоран Фіньон (2)
- 1990  Джанні Буньо
- 1991  Клаудіо Кьяппуччі
- 1992 Шон Келлі (2)
- 1993 Мауріціо Фондріест
- 1994 Джорджіо Фурлан
- 1995  Лоран Жалабер
- 1996  Габріеле Коломбо
- 1997  Ерік Цабель
- 1998  Ерік Цабель (2)
- 1999  Андрій Чміль
- 2000  Ерік Цабель (3)
- 2001  Ерік Цабель (4)
- 2002  Маріо Чиполліні
- 2003  Паоло Беттіні
- 2004  Оскар Фрейре
- 2005  Алессандро Петаккі
- 2006  Філіппо Поццато
- 2007  Оскар Фрейре (2)
- 2008  Фабіан Канчеллара
- 2009 Марк Кавендіш
- 2010  Оскар Фрейре (3)
- 2011  Метью Госс
- 2012  Саймон Герранс
- 2013  Геральд Чіолек
- 2014 Александер Крістофф
- 2015  Джон Дегенкольб
- 2016  Арно Демар
- 2017  Міхал Квятковський